# Championnat d'Afrique de Scrabble anglophone
Le championnat d'Afrique de Scrabble anglophone (African scrabble championship ou Panafrican scrabble championship) est une compétition internationale organisée tous les deux ans par la PANASA Panafrican scrabble association afin de déterminer le meilleur concurrent de Scrabble du continent africain en langue anglaise.

## Palmarès
| Année | Lieu      | Pays           | Vainqueur          | 2e                 | 3e               | 4e               | 5e                | 6e                    |
| ----- | --------- | -------------- | ------------------ | ------------------ | ---------------- | ---------------- | ----------------- | --------------------- |
| 1994  | Nairobi   | Kenya          | Iffy Onyeonwu      |                    |                  |                  |                   |                       |
| 1996  | Lagos     | Nigeria        | Femi Awowade       |                    |                  |                  |                   |                       |
| 1998  | Le Cap    | Afrique du Sud | Yawo Takyi Ananga  | Femi Awowade       | Wale Fashina     | Clement Ikolo    | Patrick Litunya   | Dean Saldanha         |
| 2000  |           | Ghana          | Moshood Sanni      | Chinedu Okwelogu   | Ayo Adekunle     | Victor Amartey   | Dokun Esan        | Nerville Ogedegbe     |
| 2002  | Nairobi   | Kenya          | Trevor Holmeier    | Segun Durojaiye    | Patrick Litunya  | Macharia Kimani  | Chinedu Okwelogu  | Sunday Oshodi         |
| 2004  |           | Tanzanie       | Dennis Ikekeregor  | Moshood Sanni      | Stanley Njoroge  | Femi Awowade     | Trevor Holmeier   | Dylan Early           |
| 2006  |           | Nigeria        | Dennis Ikekeregor  | Femi Awowade       | Eta Karo         | Michael Quao     | Faluye Ibukun     | Sunday Oshodi         |
| 2008  |           | Kenya          | Wellington Jighere | Faluye Ibukun      | Chinedu Okwelogu | Emmanuel Umujose | Eta Karo          | Ayorinde Saidu        |
| 2010  |           | Ghana          | Wellington Jighere | Eta Karo           | Chinedu Okwelogu | Ayorinde Saidu   | Prince Omosefe    | Emmanuel Umujose      |
| 2012  |           | Zambie         | Rex Oxbakpa        | Lukeman Olowabi    | Prince Omosefe   | Nsikan Etim      | Eta Karo          | Gitonga Nderitu       |
| 2014  | Le Cap    | Afrique du Sud | Nsikan Etim        | Gitonga Nderitu    | Olatunde Owudele | Prince Omosefe   | Dennis Ikekeregor | Ayorinde Saidu        |
| 2016  | Tema      | Ghana          | Ayorinde Saidu     | Eta Karo           | Cyril Umebiye    | Nsikan Etim      | Rex Oxbakpa       | Gitonga Nderitu       |
| 2018  | Kirinyaga | Kenya          | Moses Peter ,      | Wellington Jighere | Eta Karo         | Allan Oyende     | Dennis Ikekeregor | Phillip Edwin-Mugisha |
| 2020  | Annulé    | Annulé         | Annulé             | Annulé             | Annulé           | Annulé           | Annulé            | Annulé                |